# 邱联远
邱联远（1917年—2014年4月2日），顺德人，中华民国军事人物。
1942年，参加新一军三十八师一百一十二团三营七连，同年随军进驻印度蓝姆珈训练基地。1943年，参加中国驻印军开始向缅北反攻，担任排副。1945年3月，参加第二次中缅印战役，负伤严重，之后在云南黄伞坡村居住。2014年4月去世。